# فوئنتس کلاراس
فوئنتس کلاراس (به اسپانیایی: Fuentes Claras) یک شهرستان در اسپانیا است که در استان تروئل واقع شده‌است.

## خصوصیات
فوئنتس کلاراس ۳۶ کیلومترمربع مساحت و ۵۷۱ نفر جمعیت دارد.